# Оттава (Огайо)
Оттава (англ. Ottawa) — селище (англ. village) в США, в окрузі Патнем штату Огайо. Населення — 4456 осіб (2020).

## Географія
Оттава розташована за координатами 41°1′11″ пн. ш. 84°2′5″ зх. д. / 41.01972° пн. ш. 84.03472° зх. д. (41.019830, -84.034784).  За даними Бюро перепису населення США в 2010 році селище мало площу 12,34 км², з яких 12,16 км² — суходіл та 0,18 км² — водойми.

## Демографія
Згідно з переписом 2010 року, у селищі мешкало 4460 осіб у 1829 домогосподарствах у складі 1207 родин. Густота населення становила 361 особа/км².  Було 1983 помешкання (161/км²).
Расовий склад населення:
| - 92,5 % — білих - 0,8 % — чорних або афроамериканців - 0,4 % — корінних американців - 0,3 % — азіатів - 4,8 % — осіб інших рас |

До двох чи більше рас належало 1,2 %. Частка іспаномовних становила 10,3 % від усіх жителів.
За віковим діапазоном населення розподілялося таким чином: 26,1 % — особи молодші 18 років, 58,5 % — особи у віці 18—64 років, 15,4 % — особи у віці 65 років та старші. Медіана віку мешканця становила 38,8 року. На 100 осіб жіночої статі у селищі припадало 94,1 чоловіків;  на 100 жінок у віці від 18 років та старших — 91,1 чоловіків також старших 18 років.
Середній дохід на одне домашнє господарство  становив 60 443 долари США (медіана — 49 549), а середній дохід на одну сім'ю — 76 842 долари (медіана — 62 979). Медіана доходів становила 51 406 доларів для чоловіків та 30 884 долари для жінок. За межею бідності перебувало 8,1 % осіб, у тому числі 8,3 % дітей у віці до 18 років та 6,1 % осіб у віці 65 років та старших.
Цивільне працевлаштоване населення становило 2143 особи. Основні галузі зайнятості: освіта, охорона здоров'я та соціальна допомога — 26,7 %, виробництво — 23,1 %, роздрібна торгівля — 14,5 %, мистецтво, розваги та відпочинок — 11,7 %.